# Farouk Khan

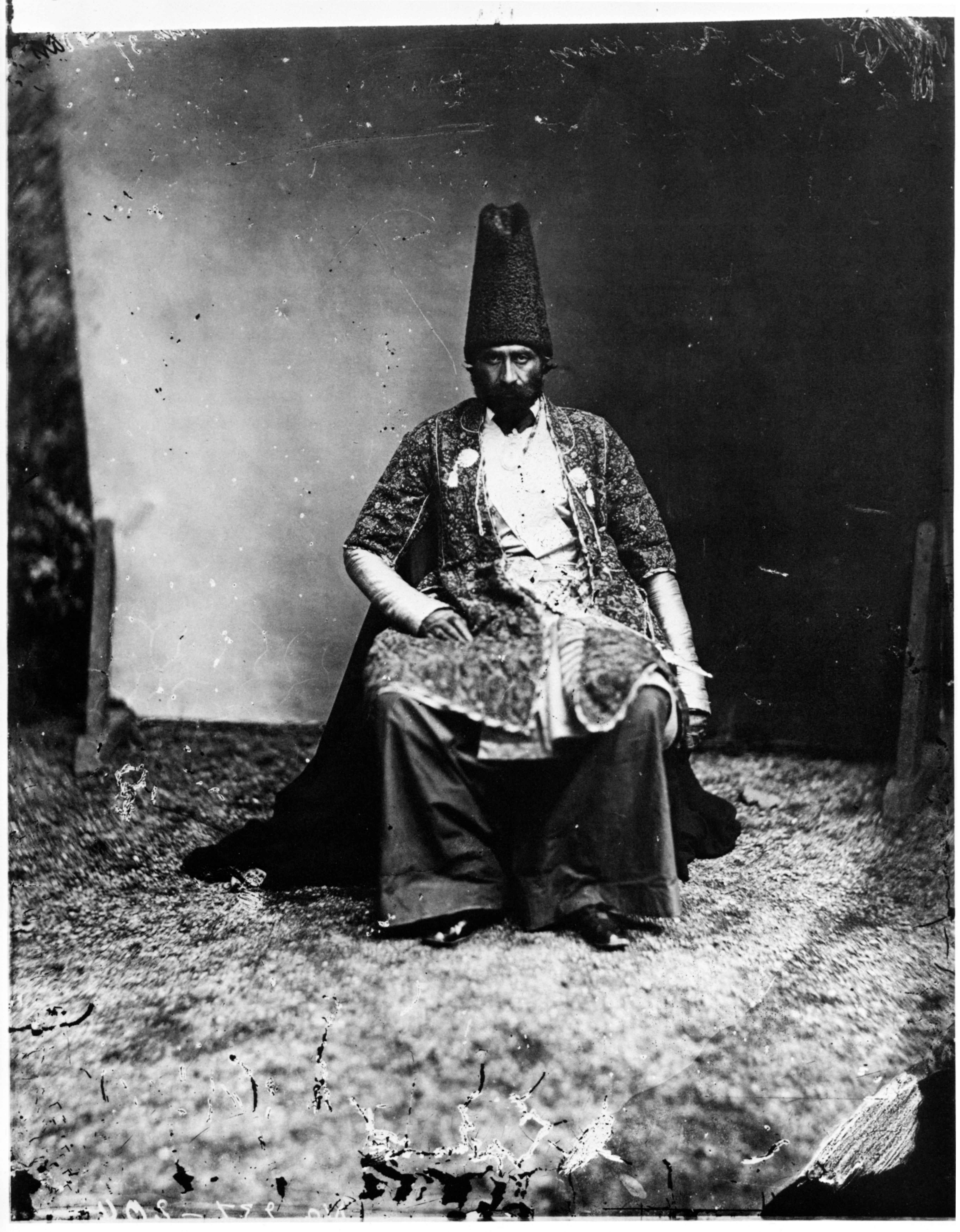
Farouk Khan, Fotografie von Nadar

Farouk Khan (* in Bidschar; † 1871) war ein persischer Botschafter.
Farouk Khan kam Ende 1856 als Leiter der persischen Verhandlungsdelegation, welche mit der Verhandlungsdelegation aus dem Vereinigten Königreich den Frieden nach dem Anglo-Persian War in Paris verhandelte. Die Britische Delegation forderte eine Reihe von Konsulaten und Vicekonsulaten in Persien zu eröffnen. Was, soweit sich diese im Einflussgebiet des russischen Kaiserreiches in Nordpersien befanden, die Diplomatie des The Great Game berührte. Im Januar 1857 wurde er zum Botschafter ernannt und unterzeichnete im März 1857 mit Henry Wellesley, 1. Earl Cowley den Frieden von Paris 1857.

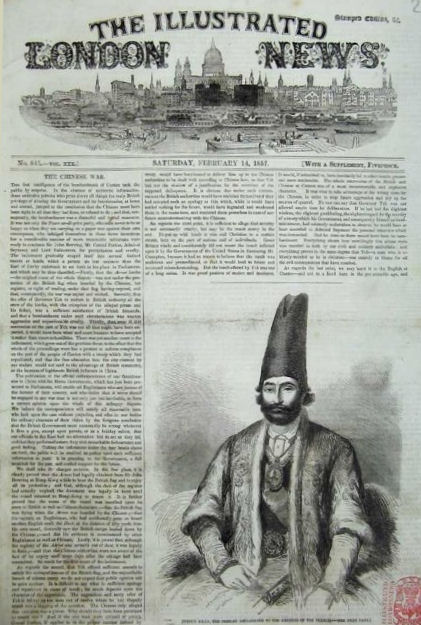
Seite aus The Illustrated London News, 1857, Thema Ferouk Khan.

1857 unterzeichnete er in Paris mit Vertretern von Friedrich Wilhelm IV. einen Handels- und Schifffahrtsvertrag zwischen Persien und dem deutschen Bund. 1858 kehrte er an den Hof von Naser ad-Din Schah zurück, und fungierte als Dīwān.